# 오마이뉴스

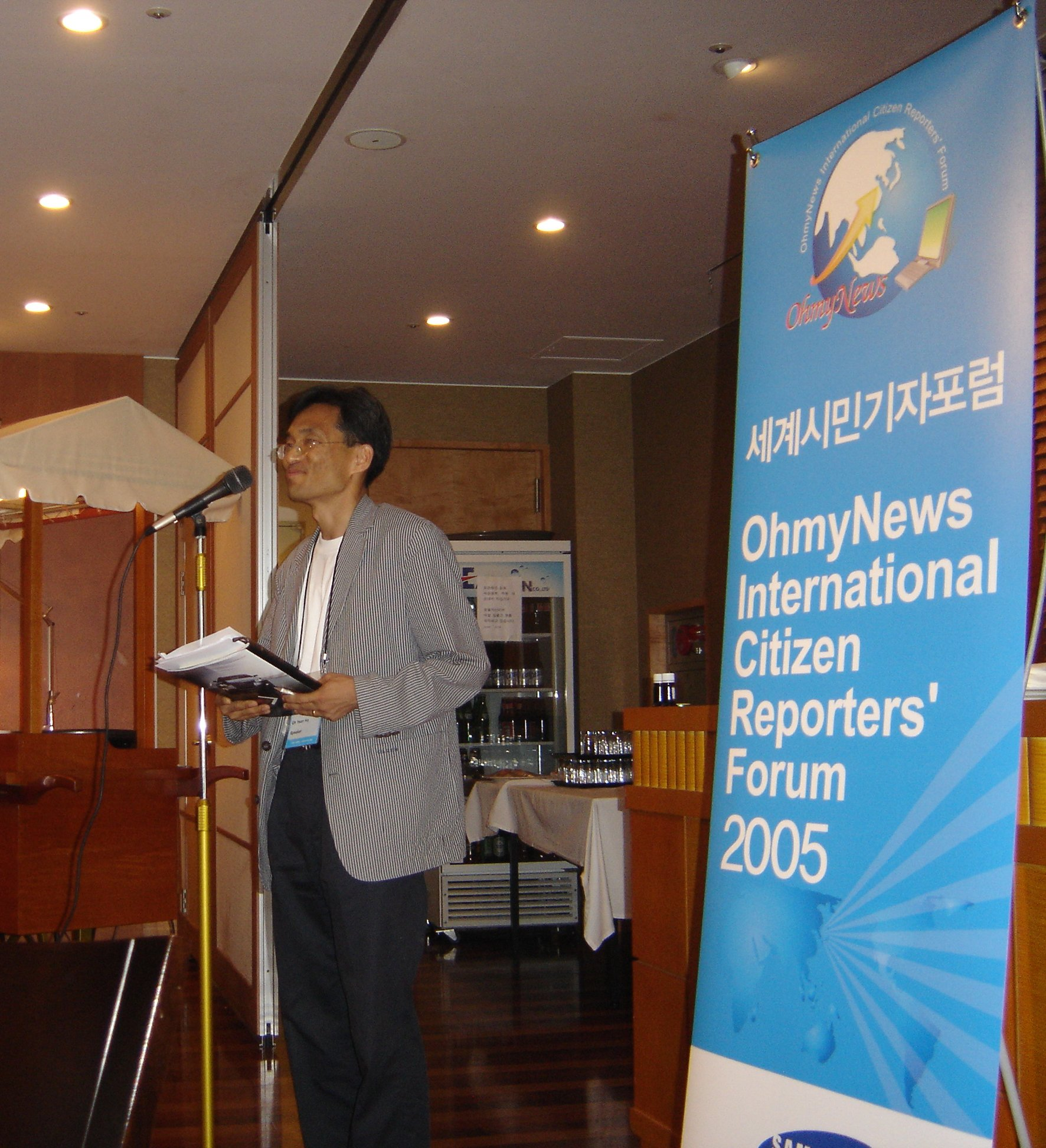
설립자 오연호, 2005년

오마이뉴스(영어: Ohmynews)는 대한민국의 진보 성향 인터넷 신문사이다. 2000년 2월 22일 창간 초기에는 인터넷 언론으로 출발하였으나 2002년 4월 30일부터는 지면 신문을 함께 발행하였다. 미국의 잡지 《타임지》는 《오마이뉴스》를 대표적인 UCC 사이트의 하나로서 세계의 시민참여 저널리즘을 선도하고 있다고 소개하면서 "블로거들의 참여로 만들어지는《허핑턴 포스트》에 비유할 수 있다."라고 평가하기도 하였다.

## 역사
"모든 시민은 기자다"라는 모토를 가지고 창간되었다. 2000년 2월 22일에 오연호가 오마이뉴스를 창간하였다. 2002년 4월 30일에는 주간 오마이뉴스를 창간하여 종이로도 뉴스를 내보냈으나, 현재는 종이판 오마이뉴스가 나오지 않는 상태이다. 다만 이례적으로 민중총궐기 당시 특별판을 인쇄했던 사례가 있다.

## 특징
오마이뉴스는 일반인 독자들인 쓴 기사들을 받는 일반인기자 체제를 운영하고 있다. 독자(네티즌) 중에 누구나 오마이뉴스 사이트에서 기자로 가입할 수 있고 기사를 올릴 수 있다. 즉 실제로 전문 기자가 아닌 일반인과 네티즌들이 기자라는 타이틀을 내걸고 누구나 기사를 올릴 수 있다. 그래서 많은 오류와 거짓 뉴스 등이 나오는 단점으로 비판을 받기도 한다. 기사를 모아 편집하는 것은 상근 직원들이 담당한다. 오마이뉴스의 20~30% 정도는 55명 정도 되는 상근 직원이 쓰고, 나머지는 70%는 일반 네티즌들인 시민들이 쓴다.
성향은 진보적이다. 같은 진보 성향을 지닌 한겨레, 경향신문과 오마이뉴스를 묶어서 속칭 한경오 또는 진보 성향을 지닌 프레시안도 묶어 한경오프라고 불린다.

## 비판
오마이뉴스는 누리꾼 누구나 기사를 올릴 수 있고 오마이뉴스 측은 누리꾼들이 올린 기사를 내보내는 시스템이다. 이러한 시스템으로 인해 잘못된 정보가 실리거나 논란의 여지가 있는 주제를 편향된 입장으로 다룬 기사를 실을 가능성이 있다는 평가가 있다. 이처럼 해당 시스템의 경우 언론의 전문성이나 객관성을 떨어뜨릴 수 있는 여지가 존재한다.

## 같이 보기
| - 오마이스타 - 한겨레 - 경향신문 - 프레시안 - 미디어스 - 미디어오늘 - 라디오21 - 무브온 - 폴리뉴스 | - 민중의소리 - 프로메테우스 - 대자보 - 서프라이즈 - 뉴데일리 - 독립신문 - ize |